# Uwe Jertschewski

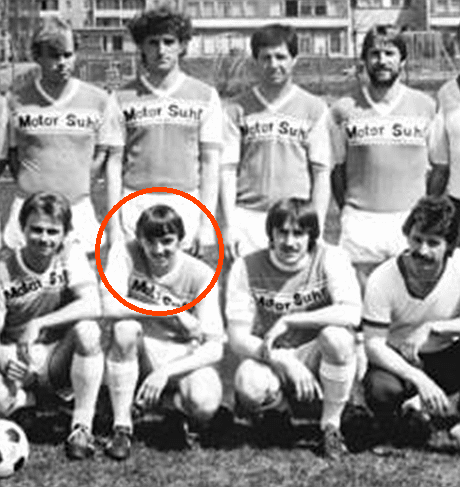
Jertschewski 1984

Uwe Jertschewski (* 28. Januar 1963) war Fußballspieler in der DDR-Oberliga. In der höchsten Spielklasse des DDR-Fußball-Verbandes spielte er in der Saison 1984/85 für die BSG Motor Suhl.

## Leben und Karriere
Jertschewski kam 1983 zum DDR-Ligisten Motor Suhl. Zuvor hatte der 1,76 m große Schlosser bei der TSG Gröditz gespielt, zuletzt ebenfalls in der zweitklassigen DDR-Liga. Er war 20-jährig während der Saison 1983/84 bei der Suhler Betriebssportgemeinschaft (BSG) in die DDR-Liga-Mannschaft aufgenommen worden, bestritt mit ihr 16 Liga-Spiele und war einmal als Torschütze erfolgreich. Damit hatte er partiell Anteil am Aufstieg der Mannschaft in die Oberliga. Jertschewskis Start in die Oberligasaison 1984/85 begann zunächst als Ersatzspieler. Bis zum elften Spieltag wurde er von Trainer Ernst Kurth nur dreimal in der Startelf aufgeboten, in den übrigen acht Punktspielen wurde er nur eingewechselt. 
Erst vom 12. Spieltag an war er stets von Beginn an in der Mannschaft und wurde in der Regel als rechter Verteidiger eingesetzt, obwohl ihn Trainer Kurth vor Saisonbeginn noch als Stürmer nominiert hatte. Auf diese Weise absolvierte Jertschewski alle 26 Punktspiele, ohne jedoch ein Tor zu erzielen. Als Verteidiger hatte er es sich mit zuzuschreiben, das Motor Suhl am Saisonende mit 92 Gegentoren die schlechteste Torbilanz aller vierzehn Oberligamannschaften aufzuweisen hatte und weit abgeschlagen bereits nach einem Jahr die Oberliga wieder verlassen musste. Nach dem Abstieg spielte Jertschewski noch fünf Spielzeiten bei Motor Suhl in der DDR-Liga. Noch während der Saison 1989/90 schied er aus der Mannschaft aus. 